# Zil 29061

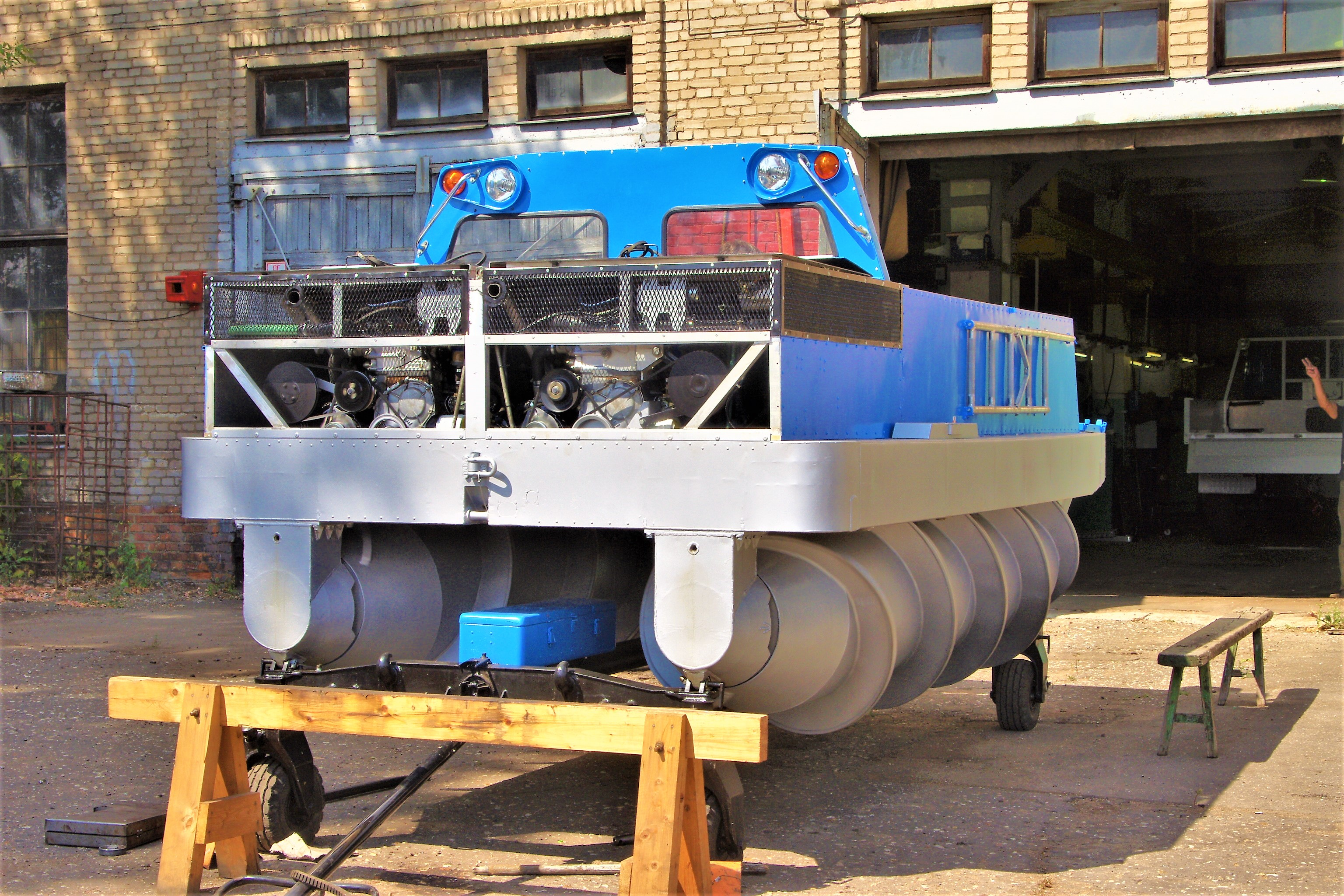
ZiL 29061 (2014)

De ZIL 29061 (Russisch: ЗИЛ 29061) is een amfibievoertuig dat in 1979 werd voorgesteld en van 1980 tot 1991 in serie is gebouwd door Zavod imeni Lichatsjova in de Sovjet-Unie. Het is de opvolger van de vanaf juli 1975 gebouwde ZIL 2906 (ЗИЛ 2906). Het voertuig wordt aangedreven met twee schroeven in plaats van wielen. Dit type voertuig wordt ook wel "screw propelled vehicle" genoemd oftewel een door schroeven aangedreven voertuig. Voor het transport van de 2906(1) was er het transportvoertuig ZIL 4906 (ЗИЛ 4906). 

## Achtergrond

een rijdende ZIL 29061 in 3d

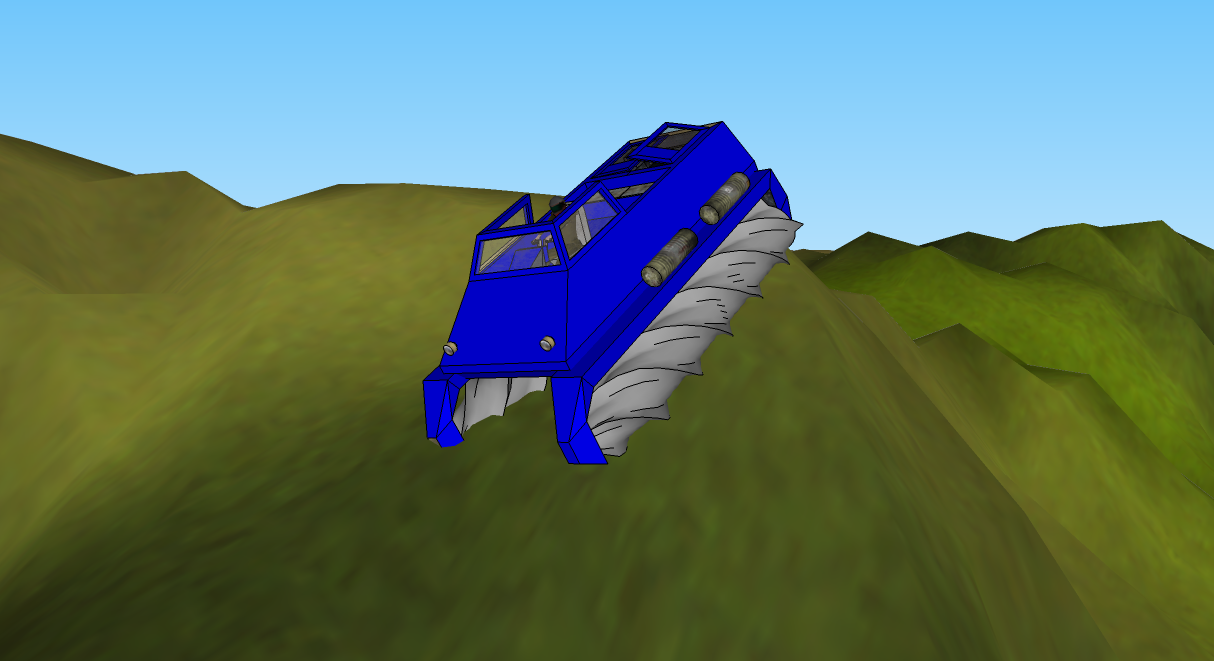
een 3D model van een gelijkwaardig soort voertuig in de bergen

De ZIL 29061 is gemaakt om astronauten te vinden en te vervoeren als die in het moeras zijn geland. De ontwerpers moesten een terreinwagen maken die zo goed mogelijk door zwaar terrein heen kon rijden, de oplossing was een bijzondere schroefconstructie en apart is het zeker want er zijn maar 20 van gemaakt. Maar helemaal nieuw is het idee eigenlijk niet want rond 1920 is er een sneeuw-tractor gemaakt door Fordson die ook 2 schroeven had om te bewegen. Ook in Nederland werd een soortgelijk voertuig al eerder gemaakt, de Amphirol.
En de Griek Archimedes had ook een schroef gemaakt om water op te pompen, Leonardo da Vinci had een idee dat je ook een slang rond een buis kan draaien voor hetzelfde effect.

## Eigenschappen
- Totale Massa, kg — 2000
- Topsnelheid km/h:
- Op straat - 65
- In het water — 16
- In moeras — 20
- In de sneeuw — 45
- Maat, mm:
- Lengte — 4900
- Breedte — 2400
- Hoogte — 2200